# Shaanxinus anguilliformis
Shaanxinus anguilliformis là một loài nhện trong họ Linyphiidae.
Loài này thuộc chi Shaanxinus. Shaanxinus anguilliformis được miêu tả năm 2001 bởi Xia et al..